# Oecomys trinitatis
Oecomys trinitatis és una espècie de mamífer rosegador de la família dels cricètids. Viu a Bolívia, el Brasil, Colòmbia, Costa Rica, l'Equador, la Guaiana Francesa, Guyana, Panamà, el Perú, el Surinam, Trinitat i Tobago i Veneçuela. El seu hàbitat natural és la selva pluvial.
Té una llargada corporal d'entre 11 i 16 cm i la cua d'entre 12 i 18 cm. Pesa entre 50 i 82 g.